# Fairland (Indiana)
Fairland es un pueblo ubicado en el condado de Shelby en el estado estadounidense de Indiana. En el Censo de 2010 tenía una población de 315 habitantes y una densidad poblacional de 741,6 personas por km².

## Geografía
Fairland se encuentra ubicado en las coordenadas 39°35′12″N 85°51′46″O / 39.58667, -85.86278. Según la Oficina del Censo de los Estados Unidos, Fairland tiene una superficie total de 0.42 km², de la cual 0.42 km² corresponden a tierra firme y (0%) 0 km² es agua.

## Demografía
Según el censo de 2010, había 315 personas residiendo en Fairland. La densidad de población era de 741,6 hab./km². De los 315 habitantes, Fairland estaba compuesto por el 98.1% blancos, el 0% eran afroamericanos, el 0% eran amerindios, el 0% eran asiáticos, el 0% eran isleños del Pacífico, el 1.59% eran de otras razas y el 0.32% pertenecían a dos o más razas. Del total de la población el 3.49% eran hispanos o latinos de cualquier raza.